# مارگاریته هیملر
مارگاریته هیملر (آلمانی: Margarete Himmler؛ با نام‌خانوادگی دوشیزگی بودن؛ ‏ ۹ سپتامبر ۱۸۹۳ – ۲۵ اوت ۱۹۶۷) پرستار و همسر رسمی رایشس‌فورر-اس‌اس هاینریش هیملر بود.

## دوران جوانی، نخستین ازدواج و جدایی
مارگاریته بودن در شهرکی در نزدیکی برومبرگ در امپراتوری آلمان به دنیا آمد. پدرش «هانس بودن» مالک زمین و مادرش اِلفریده پوپ نام داشتند. مارگاریته سه خواهر (اِلفریده، لیدیا و پائولا) و یک برادر داشت. در سال ۱۹۰۹، او به دبیرستان ویژهٔ دختران در برومبرگ، که در آن زمان شهری در امپراتوری آلمان (بیدگوشچ، لهستان کنونی) بود، رفت. مارگارت در جریان جنگ جهانی اول به عنوان پرستار آموزش دید و کار کرد و پس از پایان جنگ در بیمارستان صلیب سرخ آلمان مشغول به کار شد.
ازدواج اول او دوامی نداشت و صاحب فرزندی هم نشد. او به دلیل حمایت اقتصادی پدرش توانست یک کلینیک خصوصی پرستاری را در برلین اداره و مدیریت کند.

## ازدواج با هاینریش هیملر

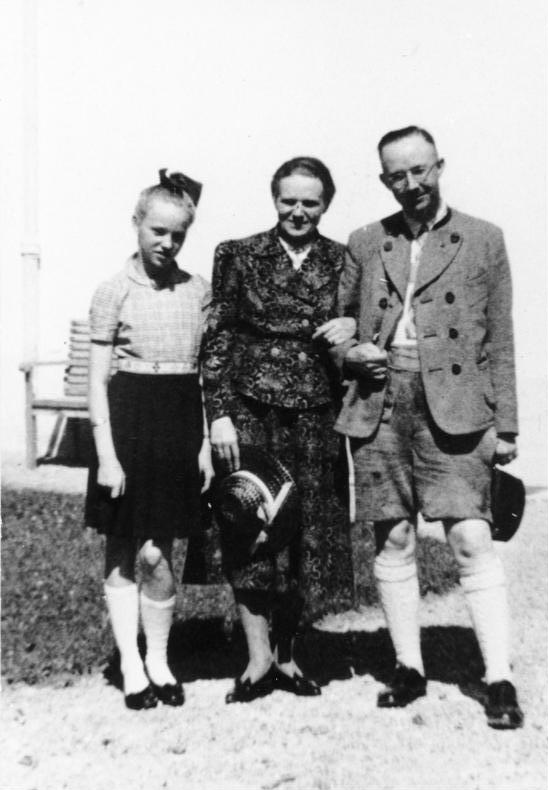
مارگاریته (وسط) هاینریش هیملر و دخترش گوترون

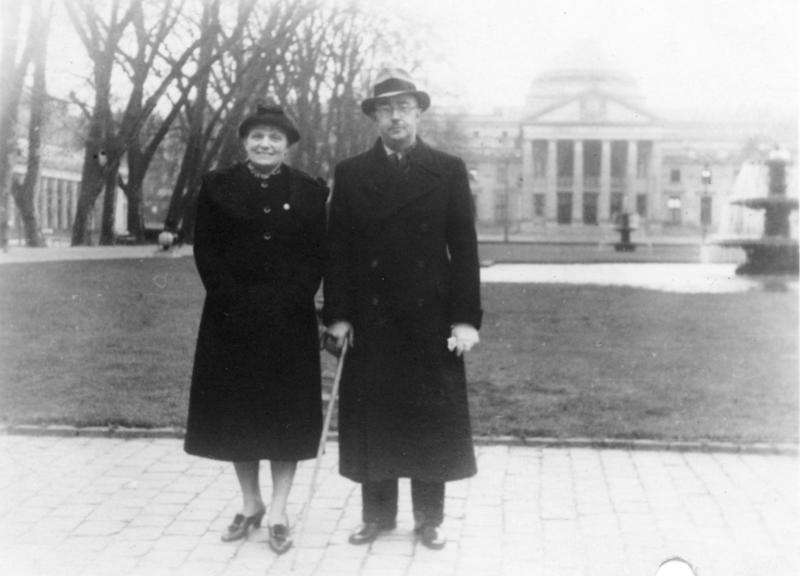
مارگاریته در کنار همسرش در کاهاوز، ویسبادن در نوامبر/دسامبر ۱۹۳۶

هیملر نخستین بار همسر آینده خود «مارگاریته بودِن» را در سال ۱۹۲۷ ملاقات کرد. در یکی از نامه‌های باقی‌مانده از او، بودن از هاینریش هیملر به عنوان «نبردپیشه با قلب سخت» یاد می‌کند، اما با این وجود او تحت تأثیر سبک رمانتیک او در نوشتن و عشق صمیمانه‌اش قرار گرفت. پرستار بلوند و چشم آبی کاملاً با زن ایده‌آل هاینریش هیملر مطابقت داشت.
مارگاریته که هفت سال از هیملر بزرگتر بود، همچون او به داروهای گیاهی و هومئوپاتی علاقمند بود و مالک بخشی از یک کلینیک خصوصی کوچک هم بود. آنها تمایل زیادی به کارآمدی و آراستگی داشتند، سخت مشتاق ارزشهای سنتی زندگی خانوادگی بودند، و هر دو سبک زندگی صرفه‌جویانه را ترجیح می‌دادند. او از شوهرش خوراک فکری ثابتی از یهودستیزی و هجمه‌ای علیه کمونیست‌ها و فراماسون‌ها دریافت می‌کرد. یهودی‌ستیزی او در نامه‌ای به هاینریش هیملر مورخ ۲۲ ژوئن ۱۹۲۸ مشهود بود، که در آن سخنان توهین‌آمیزی دربارهٔ یکی از صاحبان کلینیک خصوصی در برلین، متخصص زنان و جراح برنارد هاوشیلد بیان کرد و فریاد زد: «اون هاوشیلت! همه این یهودی‌ها عین هم هستند.»
هاینریش و مارگاریته در ژوئیه ۱۹۲۸ ازدواج کردند. در ابتدا، هاینریش با تصمیم خود مبنی بر فاش کردن رابطه خود با مارگاریته برای والدینش دست و پنجه نرم کرد، چرا که اولا هفت سال از او بزرگتر بود و دوم آنکه قبلاً یک بار ازدواج کرده و مطلقه بود و مهم‌تر از همه، به این دلیل که پروتستان هم بود. هیچ‌یک از اعضای خانواده هیملر در مراسم عروسی شرکت نکردند، بنابراین ساق‌دوش‌های هاینریش پدر عروس و برادر عروس بودند. در نهایت، والدین هاینریش هیملر مارگاریته را پذیرفتند، اما خانواده از مارگاریته فاصله گرفتند و این موضوع در تمام طول رابطه این زوج به همین شکل باقی ماند. این زوج با هم تنها یک فرزند دختر به نام گوترون داشتند که در ۸ اوت ۱۹۲۹ به دنیا آمد. آنها همچنین گرهارت فون آئه، پسر یک افسر اس‌اس که قبل از جنگ مرده بود را به فرزندخواندگی پذیرفتند. مارگارت سهم خود از کلینیک را فروخت و از عواید آن برای خرید یک قطعه زمین در والترودرینگ در نزدیکی مونیخ استفاده کرد و در آنجا خانه‌ای پیش ساخته بنا کردند. هیملر دائماً به سبب کارهای حزبی از منزل دور بود، بنابراین همسرش مسئولیت زندگی خانوادگی روزمره آنها را بر عهده گرفت، از جمله پرورش دام - که عمدتاً ناموفق بود. پس از به دست گرفتن قدرت توسط نازی‌ها در ژانویه ۱۹۳۳، خانواده ابتدا به مولشتراسه در مونیخ و در سال ۱۹۳۴ به گموند ام تگرنزی نقل مکان کردند، و همان‌جا خانه‌ای خریدند.
هیملر بعداً یک خانه بزرگ در دالم در حومه برلین داهلم به صورت رایگان و به عنوان اقامتگاه رسمی به دست آورد. این زوج در این هنگام به ندرت یکدیگر را می‌دیدند زیرا هیملر به‌شدت درگیر کارش بود. گبهارت، برادر بزرگ‌تر هاینریش هیملر، مارگاریته را به‌عنوان «زنی باحال، سرسخت زودرنج و حساس که به هیچ وجه ملایمت و گرمی ندارد و زمان زیادی را صرف شکوه و ناله می‌کرد» توصیف می‌کند که علی‌رغم این ویژگی‌ها، یک «زن خانه‌دار نمونه» بود، کسی که فداکارانه هاینریش را دوست داشت و به همسرش وفادار ماند. مارگاریته هیملر در اوایل سال ۱۹۲۸ به حزب نازی پیوست (عضو شماره ۹۷۲۵۲). به‌دلیل مسئولیت‌های خطیر و پرشمار هیملر، رابطه با مارگاریته اندک‌اندک به تنش گرائید. این زوج تنها برای مناسب‌های اجتماعی کنار هم بودند. آنها مکرر به خانه راینهارت هایدریش دعوت می‌شدند. مارگاریته وظیفه خود می‌دید که بعدازظهرهای چهارشنبه همسران رهبران ارشد اس‌اس را برای قهوه و چای به منزل دعوت کند. علیرغم تمام تلاش‌هایش و این واقعیت که او همسر رایشس‌فورر-اس‌اس بود، اما در محافل اس‌اس محبوبیتی نداشت. رهبر سابق جوانان هیتلر، بالدور فون شیراخ، در خاطرات خود نوشت که هاینریش هیملر «زن‌ذلیل» بود؛ اساساً نفوذش در خانه صفر بود و مجبور بود تسلیم اراده مارگاریته شود.
در جریان راه‌پیمایی نورنبرگ در سال ۱۹۳۸، مارگاریته هیملر با اکثر همسران رهبران عالی‌رتبه اس‌اس درگیری داشت که به عنوان یک گروه از گرفتن هر گونه راهنمایی و دستور از او خودداری کردند. به گفته روبرت گروارت مورخ و نویسنده زندگی‌نامه هایدریش، لینا هایدریش از مارگارت هیملر «نفرت شدید» داشت، که احتمالاً حسی متقابل بود. پس از جنگ، لینا هایدریش اظهارات تحقیرآمیزی به خبرنگار اشپیگل کرد. مارگاریته هیملر به‌عنوان «زنی مو بلوند، باریک‌اندیش، خشک و بدون شوخ‌طبعی» که از آگورافوبیا رنج می‌برد، توصیف شد.
هیتویش پوتهاست منشی جوان هیملر که از سال ۱۹۳۶ برای ائ کار می‌کرد، از سال ۱۹۳۸ معشوقه هیملر شد. او کار خود را در سال ۱۹۴۱ ترک کرد. هیملر از او دو فرزند داشت: یک پسر، هلگه (متولد ۱۹۴۲) و یک دختر، نانت-دوروتیا (متولد ۱۹۴۴). مارگارت که در آن زمان با دخترش در شهر گموند ام تگرنزی در بایرن زندگی می‌کرد، در سال ۱۹۴۱ از این رابطه مطلع شد. مارگارت و هیملر قبلاً از لحاظ روحی-معنوی از هم جدا شده بودند و او تصمیم گرفت به خاطر دخترش این رابطه عشقی پنهان همسرش را تحمل کند.

## جنگ جهانی دوم
هنگامی که جنگ جهانی دوم آغاز شد، مارگاریته هیملر به راه‌اندازی یک بیمارستان نظامی وابسته به صلیب سرخ آلمان کمک کرد. در دسامبر ۱۹۳۹، او بر بیمارستان‌های صلیب سرخ در ناحیه نظامی سوم (برلین-براندنبورگ) نظارت می‌کرد. در این سمت، او مأموریت‌هایی را در سرزمین‌ها و کشورهای اشغال شده توسط ورماخت آلمان هدایت کرد. در مارس ۱۹۴۰، مارگارت سفر کاری ثبت‌شده‌ای به لهستان تحت اشغال آلمان داشت، بنابراین او قطعاً شاهد وقایع آنجا بوده است. هیملر در دست‌نوشته‌های خود که در حین خدمت نگاشته شده بود، نوشت: «سپس من در پوزنان، ووچ و ورشو بودم. این اراذل و اوباش یهودی لهستانی، اکثر آنها شبیه انسان نیستند و کثیفی آن غیرقابل توصیف است. تلاش برای ایجاد نظم در آنجا نیازمند کاری باورنکردنی است.»
مارگاریته برای تلاش‌های خود در صلیب سرخ آلمان به درجه سرهنگی رسید. در فوریه ۱۹۴۵، وی در نامه‌ای به گبهارت هیملر، دربارهٔ هاینریش گفت: «چه شگفت‌انگیز است که او به کارهای بزرگ فراخوانده شده و با آنها برابری می‌کند. کل آلمان به او چشم دوخته است.»
هاینریش هیملر به نخستین دخترش، گوترون بسیار نزدیک بود و او را پوپی («عروسک») صدا می‌کرد. او هر چند روز یک بار با گوترون تماس می‌گرفت و تا جایی که امکانش را می‌یاف به او سر می‌زد. هیدویش و مارگاریته هر دو به هیملر وفادار ماندند. مارگاریته و هاینریش هیملر آخرین بار در آوریل ۱۹۴۵ یکدیگر را دیدند و با دخترشان گوترون در اقامتگاه خود در گِموند وقت گذراندند.

## پس از جنگ

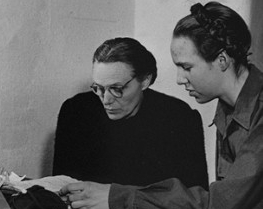
مارگاریته هیملر (چپ) در کنار دخترش گوترون در دوران بازداشت توسط متفقین در جریان دادگاه نورنبرگ در نورنبرگ، ۲۴ نوامبر ۱۹۴۵

مارگاریته و گوترون در سال ۱۹۴۵ با پیشروی قوای متفقین جنگ جهانی دوم به سوی گِموند، این مکان را ترک کردند. پس از تهاجم نیروی زمینی ایالات متحده آمریکا به بولتسانو در مه ۱۹۴۵، مارگاریته و گوترون دستگیر شدند. آنها در اردوگاه‌های مختلف بازداشت در ایتالیا، فرانسه و آلمان نگهداری می‌شدند. مارگاریته در طول دوران بازداشتش مورد بازجویی قرار گرفت، اما مشخص شد که او از کارهای رسمی شوهرش مطلع نبوده و به او را زنی با «طرز فکر شهرستانی» توصیف کردند که ذهنیت اینچنینی‌اش در طول بازجویی هم ادامه داشت.
در سپتامبر ۱۹۴۵، مارگاریته دوباره مورد بازجویی قرار گرفت، اما این بار در جریان دادگاه نورنبرگ بود. مارگاریته و گوترون سپس در بازداشتگاه فلاک-کازرنه لودویگسبورگ بازداشت شدند. از آنجایی که آنها جزء متهمان نبودند، در نوامبر ۱۹۴۶ از زندان آزاد شدند. آنها برای مدتی به بیمارستان روان‌پزشکی بتل بیله‌فلد پناه بردند. مارگاریته مارگارت در آنجا صریحاً توسط هیئت اجرایی این مرکز تأیید شد، اما مورد تشکیک و مناقشه هم بوده است. در ۴ ژوئن ۱۹۴۷، در نسخه اروپایی نیویورک تریبون، مقاله‌ای با عنوان «بیوه هاینریش هیملر مانند یک نجیب‌زاده زندگی می‌کند» منتشر شد.
مارگاریته در سال ۱۹۴۸ در بیله‌فلد به‌عنوان مجرم خُرد (گروه ۳) طبقه‌بندی شد و بر این اساس قرار بود در برنامهٔ نازی‌زدایی قرار گیرد. در سال ۱۹۵۰، مارگارت یک وکیل برای به چالش کشیدن این طبقه‌بندی استخدام کرد، زیرا او ادعا کرد که عضویت اولیه او در حزب نازی چیزی بیش از «اسمی» نبوده و رتبه بالای او ناشی از خدمت اولیه سال‌های نخست و قدیم او در صلیب سرخ آلمان است که از سال ۱۹۱۴ در آن خدمت کرده بود. مارگاریته اظهار داشت با آنکه همسر رایشس‌فورر-اس‌اس بوده است، اما همواره از کانون توجهات دور مانده بود. با این وجود، کمیته نازی‌زدایی در دتمولت طبقه‌بندی او را مجدداً بررسی و ادعا کرد که او احتمالاً از اهداف حزب نازی حمایت و اقدامات شوهرش را تأیید می‌کند. وکیل او در طول فرایند تجدیدنظر بعدی اصرار داشت که مارگاریته نمی‌تواند مسئول اقدامات شوهرش شناخته شود و استدلال کرد که چنین تصمیمی بر اساس ایده همدستی خویشاوندی گرفته شده که به این معنی است که او به صرفِ داشتنِ روابط خانوادگی مسئول است. در ۱۹ مارس ۱۹۵۱، او در نهایت به عنوان رفیق هم‌سفر (رده ۴) طبقه‌بندی شد.
بر اساس این حکم، او با وجود اینکه از جنایات شوهرش دور نبوده، نباید بابت آنها پاسخگو بوده و مجازات شود. استدلال‌های دیگری نیز ارائه شد مبنی بر اینکه او و دخترش از ترقی و مقام همسرش سود برده‌اند. به همین دلیل، بار دیگر یک محکمه نازی‌زدایی که پیش‌تر توسط نخست‌وزیر باواریا هانس ایهارد آغاز شده بود، در منطقهٔ تحت اشغال بریتانیا در آلمان از سر گرفته شد. این روند روی مسئله حل نشده مالکیت خانه مارگاریته و هاینریش در گموند متمرکز بود. در ۱۵ ژانویه ۱۹۵۳، در جلسه نهایی علیه مارگاریته در مونیخ، او به عنوان یکی از ذی‌نفعان رژیم نازی طبقه‌بندی شد و بنابراین در رده دوم (فعالان، مبارزان، و سودجویان یا افراد مجرم - به آلمانی: Belastete) قرار گرفت و به ۳۰ روز کار ویژه/تنبیهی محکوم شد. او همچنین حقوق بازنشستگی و حق رای خود را از دست داد.
گوترون در سال ۱۹۵۲ مؤسسهٔ بتل را ترک کرد. از پاییز ۱۹۵۵، مارگاریته با خواهرش لیدیا در هپن زندگی می‌کرد. پسر خوانده‌اش گرهارت نیز با آنها در آپارتمانش زندگی می‌کرد. سالهای پایانی عمر مارگاریته با دخترش در مونیخ سپری شد. شخصیت گوترون از تجربه‌ای تکوین یافت که مدعی بود ناشی از بدرفتاری‌هایی که با او مادرش شده بود، نشات می‌گرفت و از آن پس به یاد و خاطر پدرش پایبند ماند.

## ارزیابی
پتر لونگریش خاطرنشان می‌کند که مارگاریته هیملر احتمالاً از اسرار رسمی یا پروژه‌های برنامه‌ریزی شده همسرش در دوران نازی اطلاعی نداشت. او پس از جنگ گفت که هیچ اطلاعی از جنایات نازی‌ها نداشته، اما یک ناسیونال سوسیالیست متعهد باقی ماند و مطمئناً یهودی‌ستیز هم بود. یورگن ماتئوس او را یک نازی نمادین توصیف کرد که می‌خواستند یهودیان محو شوند، و  نتیجه‌گیری کرد که علیرغم تمام تلاش مارگاریته برای جدا کردن خود از رژیم و جنایات آن، او از حکومت نازی سود می‌برد.